# Balma - Gramont
Balma - Gramont è una stazione della metropolitana di Tolosa, situata nel comune di Balma, inaugurata il 20 dicembre 2003 e terminal della Linea A. È dotata di una banchina a dodici porte e perciò può accogliere treni composti da quattro vetture.

## Architettura
L'opera d'arte che si trova nella stazione, è stata realizzata da Jean-Michel Othoniel, e consiste in un giardino circolare situato alle falde di una rotonda, sotto il livello del suolo. Questo è visibile dalla sala d'attesa della stazione attraverso degli erker vitrei.

## Servizi
La stazione dispone di:
- Biglietteria automatica
- Scale mobili